# Lijst van Tweede Kamerleden voor de PSP
Een overzicht van alle voormalige Tweede Kamerleden voor de Pacifistisch Socialistische Partij (PSP).
| Tweede Kamerlid             | Foto            | Begindatum       | Einddatum         |
| --------------------------- | --------------- | ---------------- | ----------------- |
| Hans Bruggeman              |                 | 5 juni 1963      | 21 februari 1967  |
| Piet Burggraaf              |                 | 11 december 1963 | 21 februari 1967  |
| Andrée van Es               |                 | 10 juni 1981     | 13 september 1989 |
| Henk Gortzak                |                 | 3 juni 1969      | 9 mei 1971        |
| Henk Lankhorst              |                 | 20 maart 1959    | 31 mei 1969       |
| Bram van der Lek            |                 | 23 februari 1967 | 9 mei 1971        |
| Bram van der Lek            | 7 december 1972 | 15 januari 1978  |                   |
| Wim Meijer                  |                 | 5 juni 1963      | 30 november 1963  |
| Oene Noordenbos             |                 | 7 juni 1962      | 4 juni 1963       |
| Gerard Slotemaker de Bruine |                 | 5 juni 1963      | 21 februari 1967  |
| Fred van der Spek           |                 | 23 februari 1967 | 7 juni 1977       |
| Fred van der Spek           | 16 januari 1978 | 20 januari 1986  |                   |
| Nico van der Veen           |                 | 20 maart 1959    | 19 april 1962     |
| Hans Wiebenga               |                 | 23 februari 1967 | 6 december 1972   |
| Wilbert Willems             |                 | 10 juni 1981     | 2 juni 1986       |